# Skadar (Osečina)
Skadar (Servisch cyrillisch Скадар) is een plaats in de Servische gemeente Osečina. De plaats telt 736 inwoners (2002).

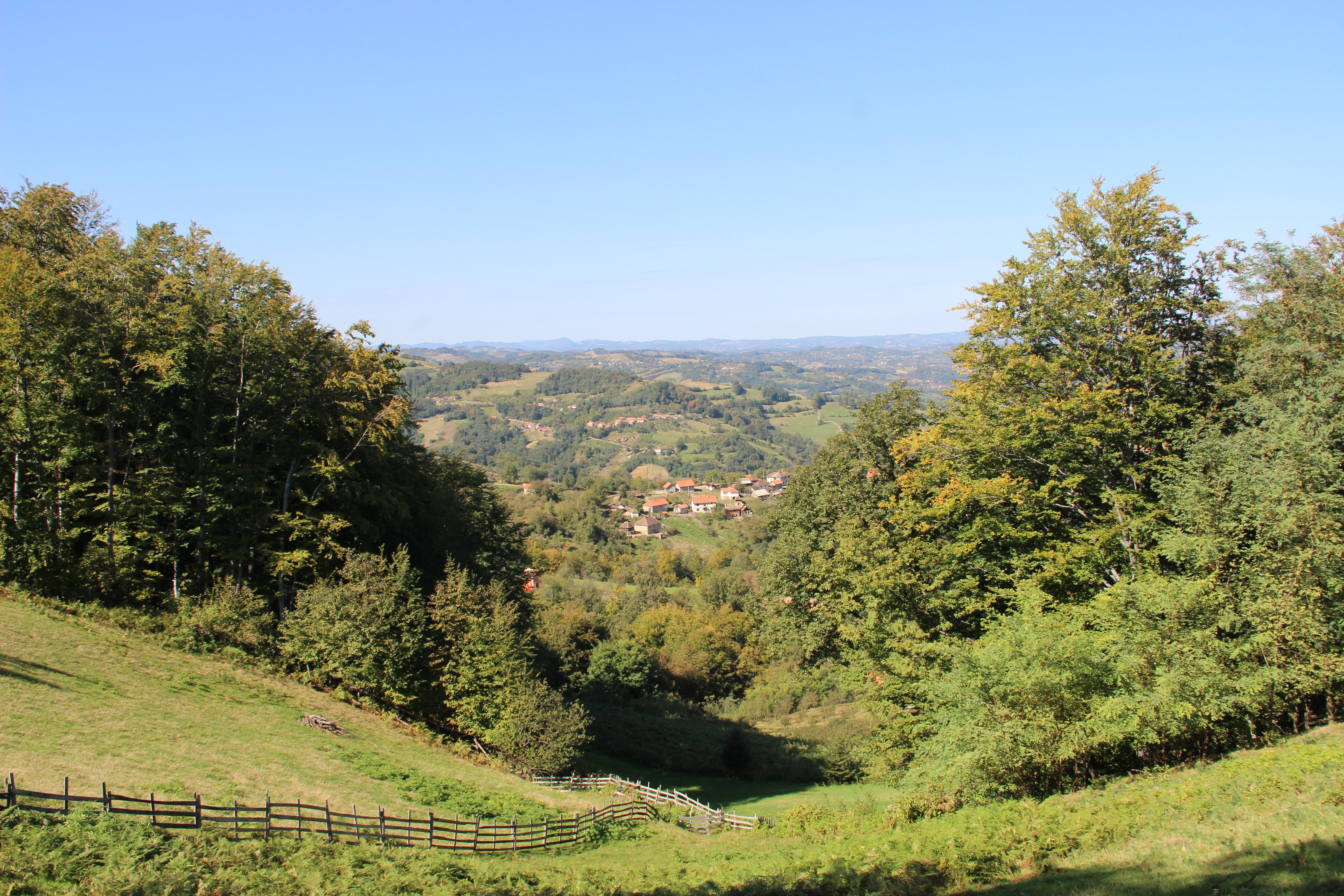
Skadar - panorama
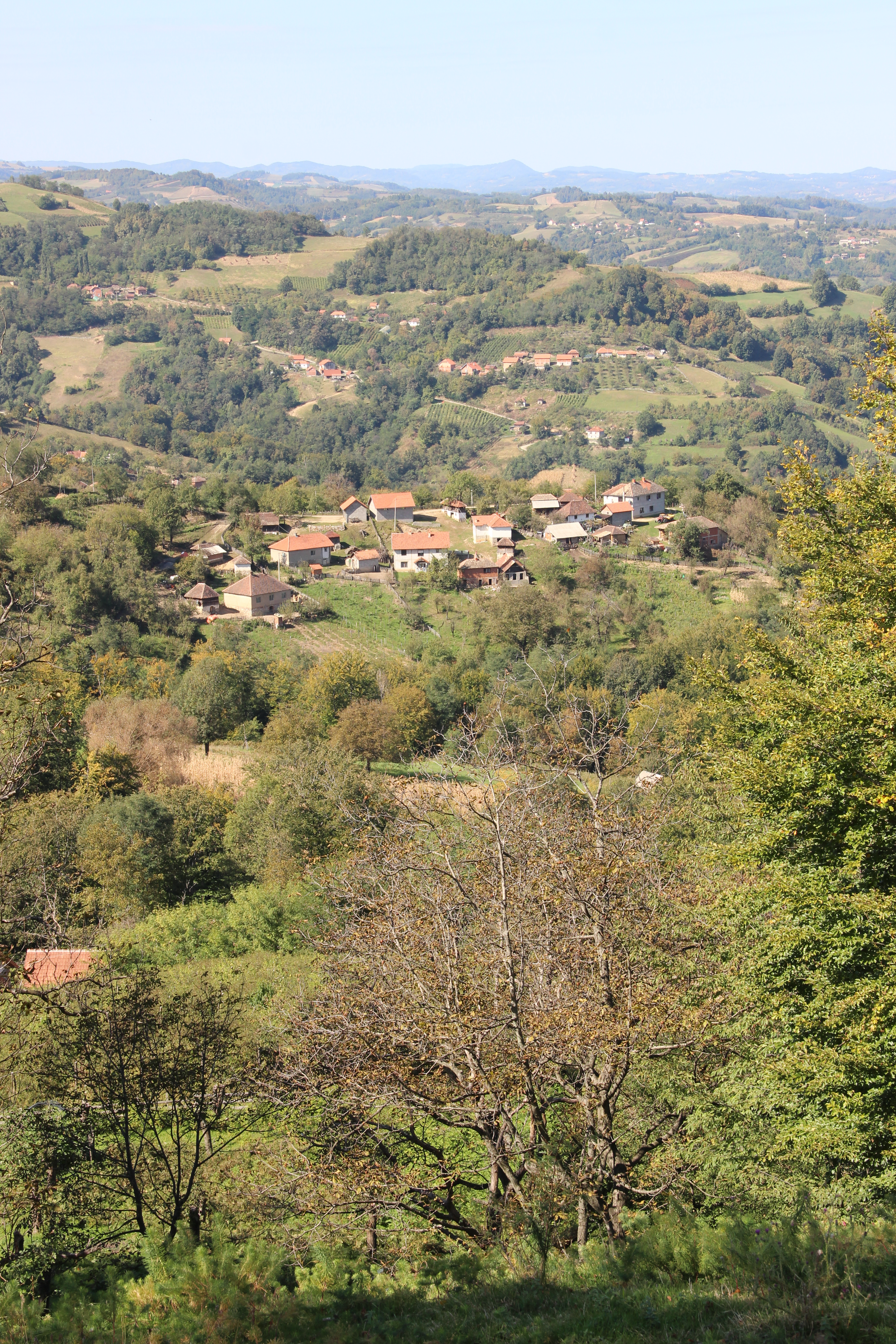
Skadar - panorama
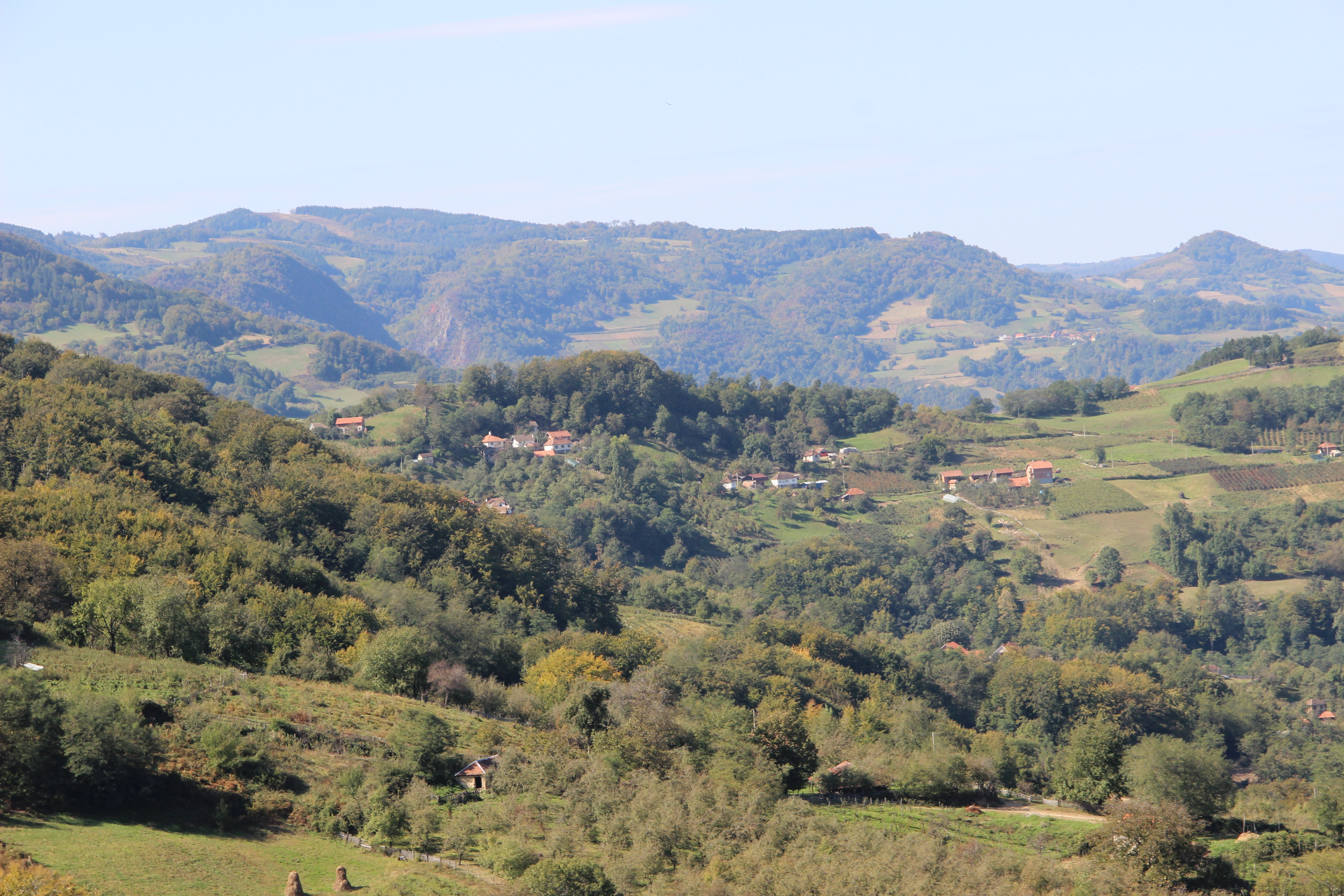
Skadar - panorama
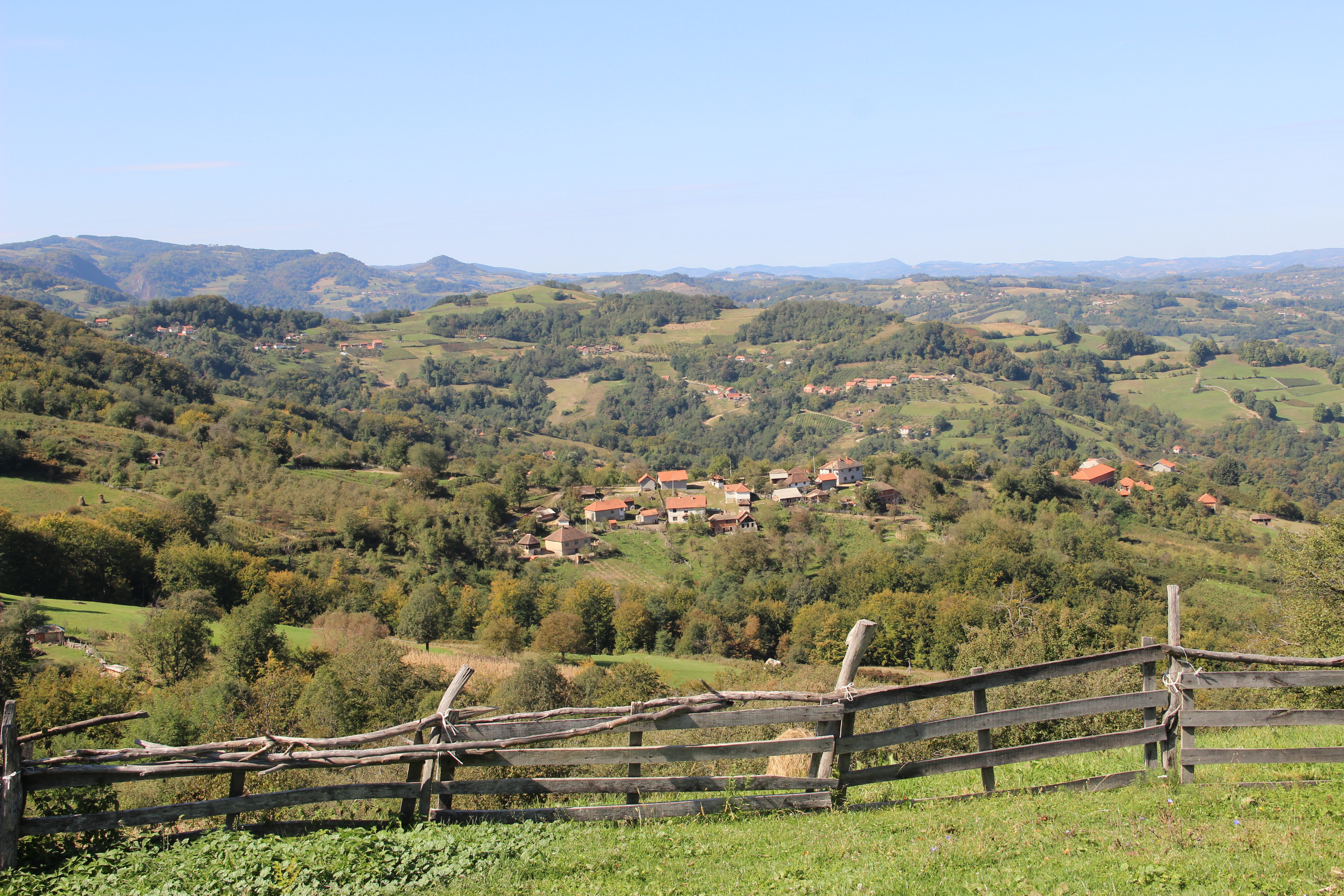
Skadar - panorama
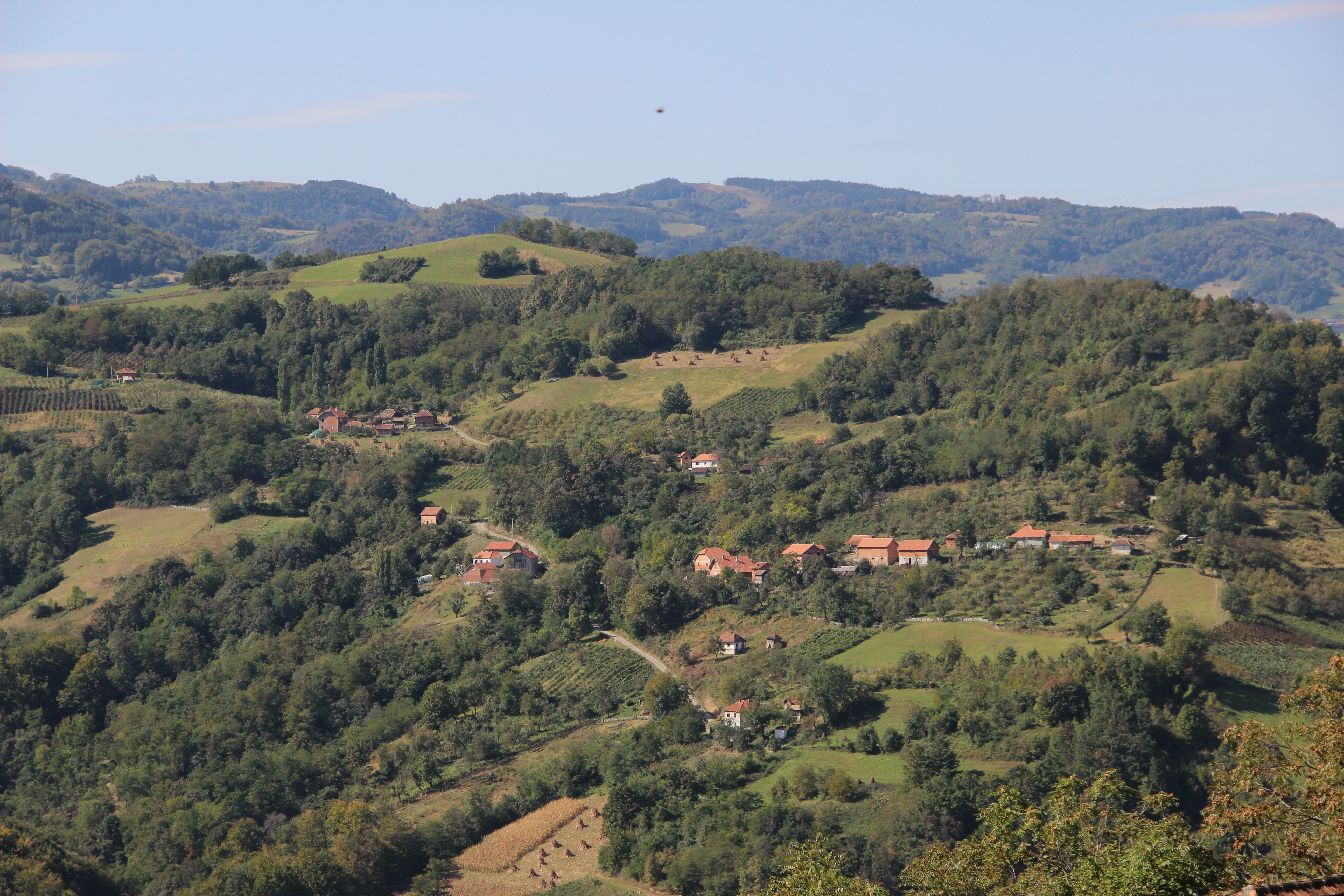
Skadar - panorama
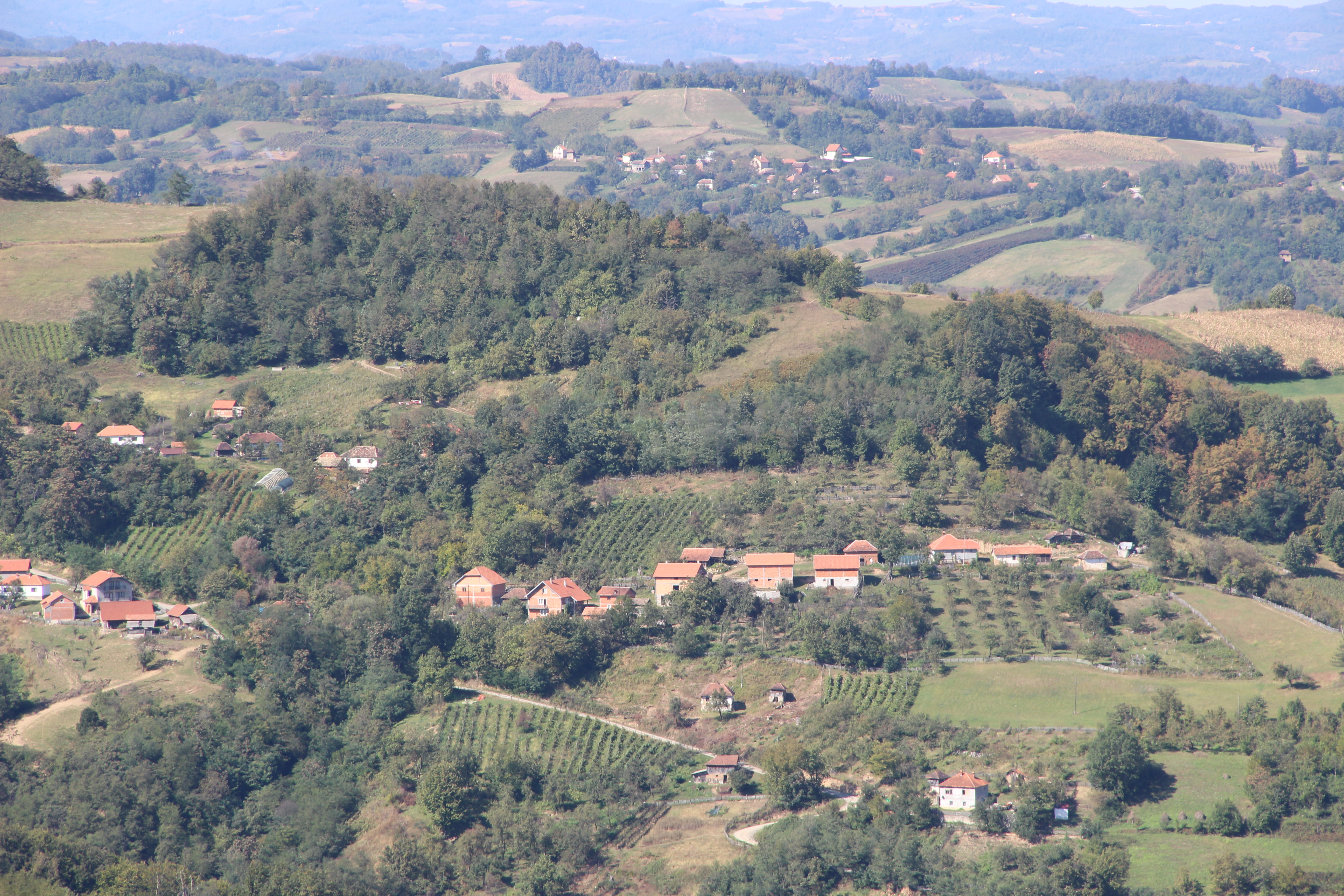
Skadar - panorama